# حجت‌آباد (ممسنی)
حجت‌آباد روستایی از توابع بخش مرکزی شهرستان ممسنی در استان فارس ایران است.

## جمعیت
این روستا در دهستان جاوید ماهوری قرار دارد و براساس سرشماری مرکز آمار ایران در سال ۱۳۸۵، جمعیت آن ۱۹۱ نفر (۴۶خانوار) بوده‌است.